# 泉ケ浦
泉ケ浦（いずみがうら）は福岡県北九州市八幡西区の地名。泉ケ浦一丁目から三丁目の町がある。住居表示実施済み。郵便番号は807-0854。

## 地理
八幡西区の中部西端に位置し、北西に松寿山、北に則松、東に永犬丸、南に鷹見台および大字永犬丸と接し、西に水巻町と接する。

## 地域の特徴
閑静な住宅街である。西に向かって上り勾配となっている。

## 歴史
住居表示実施前までは泉ケ浦団地と呼ばれていた。かつてこの辺りには北浦、竜戸（りょうと）といった字が存在しており、公園にその名を残している。

### 沿革
- 1977年（昭和52年）6月1日 - 泉ケ浦一丁目 - 三丁目新設[6][7]。
- 1989年（平成元年）6月1日 - 大字則松の一部が泉ケ浦三丁目に編入[8][9]。
- 1994年（平成6年）6月1日 - 大字則松の一部が泉ケ浦一丁目に編入[10][11]。
- 2000年（平成12年）1月1日 - 水巻町大字吉田字ヌメリ石の一部が泉ケ浦二丁目・三丁目に編入[12]。

### 町名の変遷
| 実施内容          | 実施年月日               | 実施後       | 実施前                       |
| ----------------- | ------------------------ | ------------ | ---------------------------- |
| 町名新設 住居表示 | 1977年（昭和52年）6月1日 | 泉ケ浦一丁目 | 大字永犬丸，大字則松の各一部 |
| 町名新設 住居表示 | 1977年（昭和52年）6月1日 | 泉ケ浦二丁目 | 大字永犬丸の一部             |
| 町名新設 住居表示 | 1977年（昭和52年）6月1日 | 泉ケ浦三丁目 | 大字永犬丸の一部             |

## 世帯数と人口
2025年（令和7年）3月31日現在（北九州市発表）の世帯数と人口は以下の通りである。
| 町           | 世帯数    | 人口    |
| ------------ | --------- | ------- |
| 泉ケ浦一丁目 | 350世帯   | 756人   |
| 泉ケ浦二丁目 | 410世帯   | 924人   |
| 泉ケ浦三丁目 | 372世帯   | 774人   |
| 計           | 1,132世帯 | 2,454人 |

### 人口の変遷
国勢調査による人口の推移。
| 1995年（平成7年）  | 2,203人 | [ 13 ] |  |
| 2000年（平成12年） | 2,615人 | [ 14 ] |  |
| 2005年（平成17年） | 2,594人 | [ 15 ] |  |
| 2010年（平成22年） | 2,420人 | [ 16 ] |  |
| 2015年（平成27年） | 2,357人 | [ 17 ] |  |
| 2020年（令和2年）  | 2,410人 | [ 18 ] |  |

### 世帯数の変遷
国勢調査による世帯数の推移。
| 1995年（平成7年）  | 715世帯 | [ 13 ] |  |
| 2000年（平成12年） | 884世帯 | [ 14 ] |  |
| 2005年（平成17年） | 898世帯 | [ 15 ] |  |
| 2010年（平成22年） | 889世帯 | [ 16 ] |  |
| 2015年（平成27年） | 906世帯 | [ 17 ] |  |
| 2020年（令和2年）  | 976世帯 | [ 18 ] |  |

## 学区
市立小・中学校に通う場合、学区は以下の通りとなる。
| 町           | 街区・戸番                           | 小学校               | 中学校                 |
| ------------ | ------------------------------------ | -------------------- | ---------------------- |
| 泉ケ浦一丁目 | 1 - 15番、16番10 - 25号              | 北九州市立八枝小学校 | 北九州市立永犬丸中学校 |
| 泉ケ浦二丁目 | 全域                                 | 北九州市立八枝小学校 | 北九州市立永犬丸中学校 |
| 泉ケ浦三丁目 | 1 - 24番                             | 北九州市立八枝小学校 | 北九州市立永犬丸中学校 |
| 泉ケ浦一丁目 | 16番1 - 9号、16番26号以上、17 - 21番 | 北九州市立則松小学校 | 北九州市立則松中学校   |
| 泉ケ浦三丁目 | 25番                                 | 北九州市立則松小学校 | 北九州市立則松中学校   |

## 交通

### バス
域内のバス停と系統は以下のとおりである。
| 運行事業者 | 運行事業者   | 西鉄バス北九州 | 西鉄バス北九州 |
| 系統       | 系統         | 74             | 74-1           |
| 停留所     | 泉ケ浦一丁目 | ○              | ○              |
| 停留所     | 泉ケ浦三丁目 | ○              | ○              |

## 施設

### 公園
- 北浦公園
- 龍戸公園
- 泉ケ浦一丁目公園
- 則松高見公園
- 泉ケ浦南2号公園
- 泉ケ浦三丁目公園